# Castelo de Portalegre
O Castelo de Portalegre localiza-se na freguesia da Sé e São Lourenço, cidade e município de Portalegre, Portugal.
Em posição dominante sobre a povoação, destaca-se pelo contraste entre a cor escura das suas muralhas e o branco da cal das casas em redor. A sua primitiva função era a defesa da raia alentejana, frente a Castela.
O que resta do Castelo de Portalegre está classificado como Monumento Nacional desde 1922.

## História

### Antecedentes
O nome de Portalegre terá tido origem em Portus Alacer (porto, ponto de passagem, e alacer, alácre), ou mais simplesmente porto alegre.
Não existem muitas informações acerca da primitiva ocupação humana de seu sítio. Segundo Frei Amador Arrais, no século XVI ainda existiriam ruínas de um templo dedicado ao deus romano Baco no local onde hoje se encontra a Igreja de São Cristóvão, na parte mais alta da cidade, o que poderia eventualmente indicar a existência de algum povoado importante nos primeiros séculos da nossa era.
Até ao princípio do século XX, debateu-se se as cidades romana da Amaia ou Medóbriga, referidas em várias fontes históricas, se poderiam ter localizado na zona actualmente ocupada por Portalegre, mas há muito que nenhum estudioso dá grande crédito a essa hipótese, embora se admita tradicionalmente que o lugar, estratégico na rota de sul para norte, possa ter sido um entreposto em que o alojamento e abastecimento de viajantes constituía uma actividade importante (daí o nome de porto, ponto de passagem ou abastecimento). É provável que no século XII existisse um povoado no vale a leste da Serra da Penha. Sendo o local aprazível (alegre), nomeadamente pelo contraste das suas encostas e vales verdejantes com a paisagem mais árida e monótona a sul e norte, a povoação prosperou e sabe-se que em 1129 era uma vila do concelho de Marvão, passando a sede de concelho em 1253.

### O castelo medieval
As informações históricas remontam apenas à época da Reconquista Cristã da Península Ibérica, quando D. Afonso III (r. 1248–1279) concedeu o primeiro foral à vila (1259) e terá mandado construir as primeiras fortificações, as quais não chegaram a ser completadas.
O seu filho e sucessor D. Dinis (r. 1279–1325) procedeu ao reforço dessa defesa a partir de 1290, assim como a construção da cerca da vila, motivado tanto pelo aumento dos limites urbanos, quanto pelas necessidades de defesa da fronteira frente aos domínios de Castela. D. Dinis viria a assediar a vila com o auxílio de forças da Ordem dos Templários e da Ordem de Avis nesse mesmo ano durante 5 meses, no decurso da guerra civil que o opôs ao seu irmão D. Afonso, o senhor da vila.
Após D. Fernando ter morrido em 1383 sem deixar herdeiros masculinos, D. Leonor Teles assumiu a regência do Reino ao mesmo tempo que se amantizava com o Conde Andeiro, um fidalgo galego. Esta situação inquietou grande parte do povo, burguesia e uma parte da nobreza, pois temia-se que esta situação reforçasse as pretensões ao trono português de D. João I de Castela, o qual era casado com D. Beatriz, a filha de D. Fernando e D. Leonor. Esta crise dinástica, que envolveu uma guerra civil com contornos de guerra entre Portugal e Castela, viria a ficar conhecida como a crise de 1383—1385. O partido mais forte de entre os que se opunham às pretensões ao trono de D. João de Castela e D. Beatriz apoiava a coroação do Mestre de Avis. Entre os nobres que apoiaram o Mestre de Avis contava-se Nuno Álvares Pereira, irmão do então alcaide de Portalegre, Pedro Álvares Pereira, Prior do Crato (líder da Ordem dos Hospitalários em Portugal), o qual era acérrimo partidário de D. Leonor. Esta posição do alcaide provocou a revolta do povo de Portalegre, que cercou o castelo e obrigou D. Pedro a fugir para o Crato. O ex-alcaide viria a morrer em 1385 na Batalha de Aljubarrota, onde combateu do lado contrário do seu irmão Nuno. A mãe dos irmãos Álvares Pereira, Fria Gonçalves, vivia nesse tempo no "Corro" (actual Praça da República).
Durante a Idade Moderna, a cerca amuralhada da vila sofreu obras de reforço. No século XVI foi reconstruída a abóbada da torre de menagem, agora com estrutura polinervada, supõe-se que substituindo o primitivo sistema, gótico, de cruzaria, então arruinado.[carece de fontes?]

### Da Guerra da Restauração aos nossos dias
No contexto da Guerra da Restauração, a defesa deste trecho da fronteira readquiriu importância estratégica. Por esta razão, foram iniciadas obras de modernização e reforço do conjunto defensivo, que se desenvolveram entre 1641 e 1646, adaptando-o aos tiros da artilharia da época.[carece de fontes?]
Durante a Guerra da Sucessão Espanhola, as defesas da vila mostraram-se insuficientes, vindo a mesma a ser ocupada por tropas hispano-francesas em 1704.[carece de fontes?]
Em 1801 Portalegre é conquistada pelos espanhóis durante a Guerra das Laranjas.[carece de fontes?]
Aquando da Guerra Peninsular, Portalegre revoltou-se contra tropas napoleônicas invasoras estacionadas na região em 1808 comandadas pelo general francês Loison (alcunhado "o maneta").[carece de fontes?]
Entre os séculos XVII e XVIII, a prosperidade da vila é atestada pelas suas construções civis e religiosas em estilo barroco. O crescimento urbano impôs, a partir do século XIX, o abandono, ruína e destruição de diversos troços do conjunto militar, classificado no século XX como Monumento Nacional por decreto publicado em 29 de junho de 1922. A intervenção do poder público, entretanto, fez-se sentir apenas na década de 1960, com obras de consolidação, restauro e reconstrução a cargo da DGEMN. Foram então demolidas diversas construções adossadas aos antigos muros, reconstituindo-se em diversos troços os parapeitos e as ameias.[carece de fontes?]
O Núcleo Museológico do Castelo foi fundado em 1999, por iniciativa da Região de Turismo de São Mamede e da Câmara Municipal de Portalegre, expondo peças de armaria, do século XV até à Primeira Guerra Mundial.
o monumento foi alvo de uma intervenção superior a dois milhões de euros, entre 2003 e 2006. Houve intervenções em algumas partes das muralhas, que passaram ficar mais acessíveis ao público, nomeadamente um troço imediatamente a norte do castelo e outro troço junto à Rua da Figueira, abaixo do Palácio Amarelo.[carece de fontes?]
Em 2016 o Estado pretende concessionar o edifício a privados com o compromisso de reabilitação, preservação e conservação por parte dos investidores.
O Castelo de Portalegre é dotado de um piso inferior, um núcleo central com um átrio, uma receção e uma bilheteira.
No piso um, uma sala polivalente funciona com uma galeria de exposições temporárias, ao passo que o piso dois é dedicado a áreas de trabalho.
O último piso, pela vista panorâmica que possui sobre a cidade, tinha espaços dedicados às atividades sociais e de restauração.
O equipamento conta ainda com um anfiteatro para atividades culturais diversas.
Em novembro de 2021, foi encerrado devido ao risco de queda de peças de madeira.

## Características
O castelo, de planta no formato de um polígono octogonal, irregular, ergue-se na parte leste da parte mais antiga da cidade. Nele destaca-se a Torre de Menagem, de planta quadrangular, integrada na muralha, protegendo o portão principal. Marcada hoje por elementos do estilo gótico, ela se divide internamente em dois pavimentos recobertos por abóbadas, rasgados por portas e janelas. Fronteiro a esta torre, abre-se a praça das armas, delimitada por duas torres nos ângulos das cortinas, e na qual se identificam vestígios de edificações.[carece de fontes?]
A dupla muralha da vila, de planta ovalada irregular, edificada por D. Dinis e posteriormente modificada, era reforçada por doze torres, e nela se rasgavam sete portas (do Postigo, de Alegrete, de Elvas, da Devesa, do Espírito Santo, do Bispo e de São Francisco), das quais restam apenas três: a Porta de Alegrete, a Porta do Crato e a Porta da Devesa. Embora descaracterizada em diversos trechos, o seu circuito é ainda identificável pelo traçado das ruas.[carece de fontes?]
Do reforço defensivo erguido em meados do século XVII, são testemunhos o Fortim de São Cristóvão, o Fortim de São Pedro e o Fortim da Boavista, diante das muralhas medievais às quais se ligavam, conferindo à defesa o formato de um polígono estrelado, em voga à época.[carece de fontes?]